# Hr.Ms. Evertsen (1896)
De Hr. Ms. Evertsen was een Nederlands pantserschip van de Evertsenklasse, gebouwd door de Koninklijke Maatschappij de Schelde in Vlissingen.

## Specificaties
De bewapening van het schip bestond uit drie (1 dubbele en een enkele) 210 mm kanonnen, twee enkele 150 mm kanonnen, zes enkele 75 mm kanonnen en drie 450 mm torpedobuizen. Het pantser langs de zij van de romp was 150 mm dik en het pantser rond de geschuttorens 240 mm dik. Het schip was 86,2 meter lang, 14,33 meter breed en had een diepgang van 5,23 meter. De waterverplaatsing bedroeg 3464 ton. De machines van het schip leverden 4700 pk waarmee een snelheid van 16 knopen gehaald kon worden. Het schip werd bemand door 263 man.

## Diensthistorie
Het schip wordt op 29 september 1894 te water gelaten op de werf van de Koninklijke Maatschappij De Schelde te Vlissingen. Op 1 februari 1896 wordt de Evertsen in dienst genomen door kapitein-ter-zee Heyning.
Op 4 februari vertrekt het schip voor een oefening naar de Middellandse Zee, samen met het zusterschip Hr. Ms. Kortenaer.
Op 11 mei 1896 wordt een samenscholingsverbod afgekondigd tijdens de havenstaking in Rotterdam. Twee dagen daarna op 13 mei stoomt de Kortenaer de Maas op. Het schip wordt later door zijn zusterschepen Hr. Ms. Piet Hein en Eversten en de politieschoener Argus afgelost. Tijdens de staking worden 300 grenadiers ingezet om het Rotterdamse politiekorps te versterken. De staking wordt op 21 mei dat jaar beëindigd.
Op 5 mei 1898 verlaat het schip de haven van Den Helder voor een tocht naar Lissabon om daar de viering van de ontdekking van de zeeweg naar Indië door Vasco da Gama vierhonderd jaar eerder bij te wonen. De Portugese koning Karel I en zijn vrouw brengen aldaar een bezoek aan het schip.
Van 1911 tot 1913 wordt het commando over het schip gevoerd door kapitein-luitenant-ter-zee Jean Jacques Rambonnet, die er diverse tochten op de Noordzee mee doet.
In 1913 wordt het schip uit dienst genomen.